# Jardins de l'abbaye de Tresco

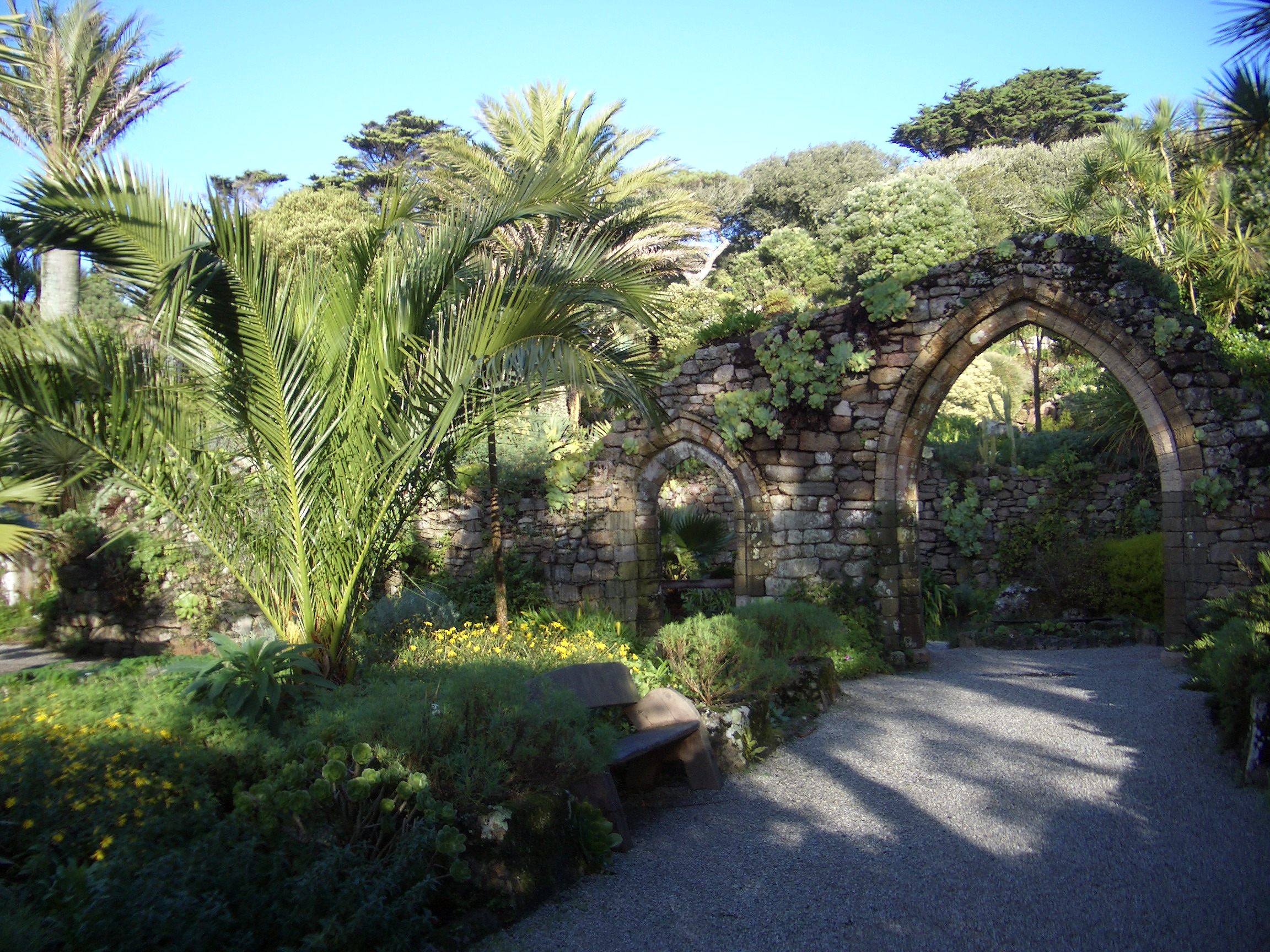
L'arche du monastère médiéval.

Les jardins de l'abbaye de Tresco sont des jardins subtropicaux situés sur l'île de Tresco, Sorlingues, Cornouailles, Royaume-Uni.  
Une abbaye bénédictine est fondée sur l'île en 964 bien que la majorité des bâtiments restant de nos jours soient ceux du prieuré Saint Nicolas fondé par des moines de l'abbaye de Tavistock en 1114.
Les jardins sont créés par le propriétaire de l'île au XIXe siècle, Augustus Smith. L'archipel des Sorlingues est soumis à un climat océanique. L'aménagement du jardin permet néanmoins l'installation de plantes d'origine subtropicale. Le jardin est protégé des vents tempétueux par une ceinture végétale. Des plantes exotiques venant du monde entier et poussant souvent en climat méditerranéen ont été installées dans le jardin.

## La collection Valhalla
La collection Valhalla, créée par Augustus Smith, regroupe quelque 30 figures de proue et autres ornements provenant des bateaux échoués sur l'île au XIXe siècle.

## Sources
- (en) Cet article est partiellement ou en totalité issu de l’article de Wikipédia en anglais intitulé « Tresco Abbey Gardens » (voir la liste des auteurs).